# 矢野町
矢野町（やのちょう）はかつて広島県安芸郡に存在した町である。

## 概要
1975年3月20日に安芸郡船越町とともに広島市に編入して消滅した。現在は広島市安芸区矢野となっているが、安芸郡に囲まれている。JR呉線で広島駅より矢野駅まで約13分と広島市中心部に近いが、ほかの広島市域と陸地で接しておらず飛び地になっている。矢野周辺の安芸郡海田町・熊野町・坂町と広島市は合併問題が進展していない。

## 歴史
矢野は広島市域でも古くから歴史のある地で、矢野を中心に、安芸郡坂町、呉市の天応・押込地区、安芸郡熊野町の川角・平谷地区まで含めて、かつては養隈（やの）と呼ばれていた。
縄文時代の早期には人が暮らし、矢野小学校の校庭から縄文土器や弥生土器、石斧などが出土している。
平安時代、安芸熊谷氏により矢野城が築城され、城下町として発達。また、音戸の瀬戸を開いた平清盛の厳島への航路に近く、広島湾から更に湾になっているため、港津の港町（矢野浦）としても発達した。
1335年12月23日、矢野城は足利尊氏に呼応して挙兵した武田信武らの軍勢に攻め込まれ、熊谷蓮覚をはじめとする熊谷氏の傍流一族らは昼夜の別なく四日間にわたり幕府軍勢と戦ったが敗れた。
その後1445年に尾張国より野間重能が矢野城に入り、近隣の平賀氏や小早川氏と争いを繰り返し勢力を拡大した。
1554年9月7日、毛利元就が3000騎をもって矢野城を総攻撃。野間氏一族は虐殺され、このとき矢野城も廃城になったと推測される。この矢野城攻防の悲惨さを語る野間隆実の「野間火」は、永く里人の語り草となっている。
江戸時代、矢野は漁船溜り・商港として栄え、明治時代に入ると、1870年、矢野の長慶寺に「啓迪舎」が開設され、広島県下小学校のさきがけとなった。
1903年、官設鉄道の海田市駅-呉駅間開業により矢野駅設置。1935年、矢野新開先を埋め立て、大日本帝国軍の基地となる。
1907年7月15日、集中豪雨により矢野川にて土石流が発生。死者64人、負傷者62人、家屋の流失損壊152棟。以後、死者を伴う矢野川の土石流災害が頻発する。矢野町史では、土砂災害が拡大した原因の一つに前年から始まった矢野峠の工事を指摘している。
1945年8月6日、広島市中心部に原子爆弾が投下されるも、矢野地区と広島都心（爆心地）との間には黄金山があり、爆風被害がほとんどなかった。
1975年、広島市に編入合併。

## 沿革
- 1889年4月1日 - 市町村制施行。矢野町域には当時安芸郡矢野村が存在した。
- 1917年10月1日 - 矢野村が町制施行して矢野町になる。
- 1975年3月20日 - 安芸郡船越町とともに広島市に編入されて消滅する。

## 地理
矢野町は、矢野川、宮下川の下流域（平野）に町の主要部と集落がある。

### 山
- 絵下山（標高593m） - 地上デジタル放送の広島送信所がある山。かつては広島県内のUHF電波を用いた民間テレビ放送局（合併当時は広島ホームテレビのみ）の送信所があった。
- 明神山（標高500m）
- 発喜山（標高476m）

以上の3つの山は、矢野三山と呼ばれる。

### 川
- 矢野川（全長3.2km・二級河川）
- 尾崎川（全長1.85km・二級河川）
- 宮下川

## 名所・旧跡
- 矢野城（広島県指定史跡）
- 多家神社（神武天皇が東征のみぎり、たちどまられたと伝えられている。）
- 野間神社（野間興勝を祭ってある。通称、野間さん・のまどうさん）
- 稲荷神社
- 狐原大師堂
- 大年社
- 愛宕社（ごんげんさんと呼ばれ、広島市街地を広く見下ろせる高台にあるので若者に人気の夜景スポットになっている。）
- 白鳥社（いぼおとしのかみさんと呼ばれている。社地より東方一丁の所にお手洗いがあり、いぼのできた人は参詣してこの水をつけ後ろ向きをせずに帰れば数日のうちにいぼがとれるという。）
- 姫宮神社
- 祇園神社
- 三王社（旧号で山上社と云われ、1867年丸子の森から宮下にうつし現在にいたっている。）
- 出雲神社
- 荒神社（その昔、尾崎山まで砂浜つづきだった荒神の森は三つの小島からなり一名三ツ名子島といわれた。）
- 住吉社（住吉にあったが1749年に小崎浜にうつした。）
- 龍田社
- 赤石明神
- 尾崎八幡宮・尾崎神社（1470年、宮のうねに造られ、1614年現在地にうつる。1880年に郷社、1933年に県社となった。10月10日の秋季大祭は“鬼まつり”とも呼ばれる。12月31日の夜から初詣の人でにぎわう。）
- 木船薬師堂（花上のおやくっさん）
- 新城山観音堂（久保の観音）
- 東光園大仏（浜の大仏さんと呼ばれ、1935年に建てられた。戦前はここで最初の幼稚園が開設された。）
- かもじの洗い場跡（矢野川、宮下川に遺構が残る。）
- 矢野川洪水の石碑（洪水犠牲者の慰霊碑）
- 梶木貝塚（現在は畑）他、数箇所古墳が在る。

## 祭事・催事
- 尾崎八幡神社秋季大祭（通称鬼まつり・10月10日） - 尾崎神社の参道、本町商店街から矢野川の出合橋まで、たくさんの露店が軒を並べ、多くの人が訪れる。
- サマーフェスティバル - 広島市立矢野小学校で行われる。

## 産業
かつてはかもじ（かつら）の産地として知られ、最盛期（明治時代末期～昭和時代初期）には業者数400社以上、従業員数1,400人を数え全国生産量の90％を占め、海外へも輸出されていた。

## 大字
合併を経験せず、単独村政→単独町政を続けた末に広島市に編入されたため編成されていない。

## 交通（1975年3月19日当時のデータ）

### 鉄道
- 国鉄呉線が通っていて、町内には以下の施設がある。
  - 矢野駅

### 道路
国道
- 国道31号

主要地方道
- 広島県道34号矢野安浦線

一般県道
1972年3月に広島県道内海（うちのうみ）矢野線が主要地方道（広島県道矢野安浦線）に昇格してからはなくなった（1996年に広島県道276号矢野海田線が認定されるまでこの状況が続いた）。

## 教育（1975年3月19日当時のデータ）
小学校
- 矢野町立矢野小学校（現広島市立矢野小学校）

中学校
- 矢野町立矢野中学校（現広島市立矢野中学校）